# Hauptfriedhof Hanau

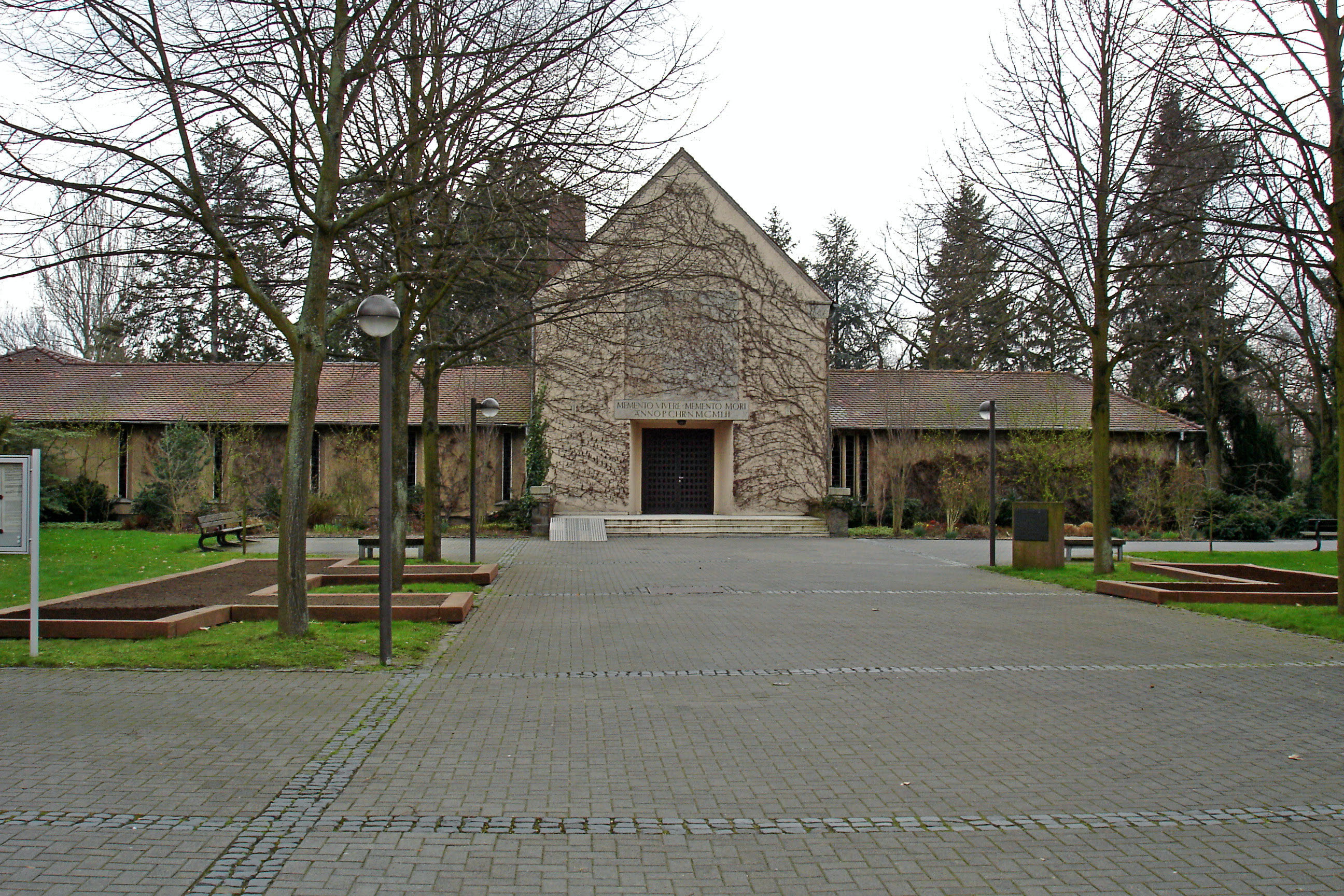
Haupteingang mit Trauerhalle

Der Hauptfriedhof Hanau ist der größte Friedhof in der Stadt Hanau.

## Geschichte

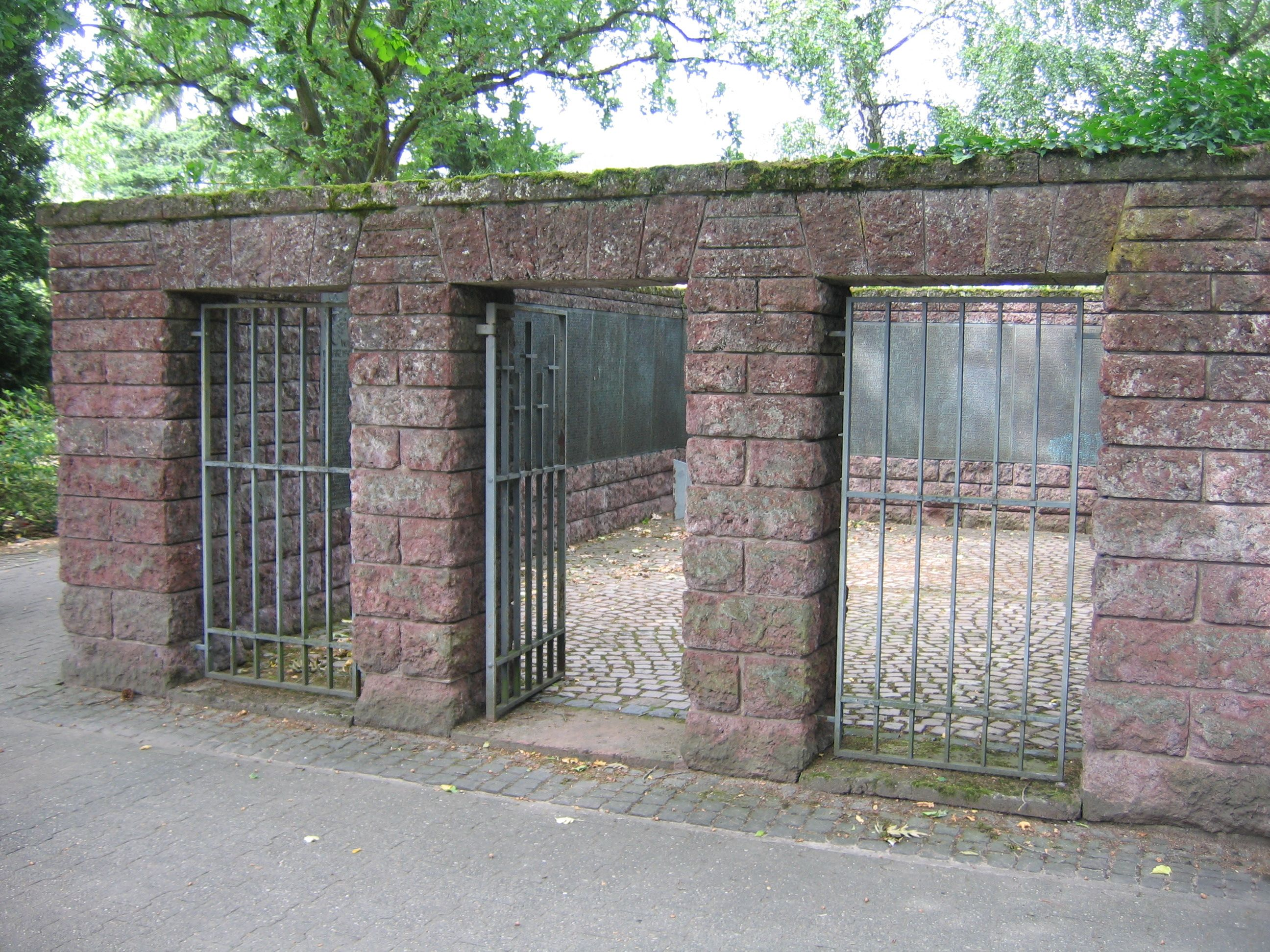
Eingang zum Ehrenmal für die Opfer der Bombenangriffe auf die Stadt Hanau und die Gefallenen des Zweiten Weltkriegs

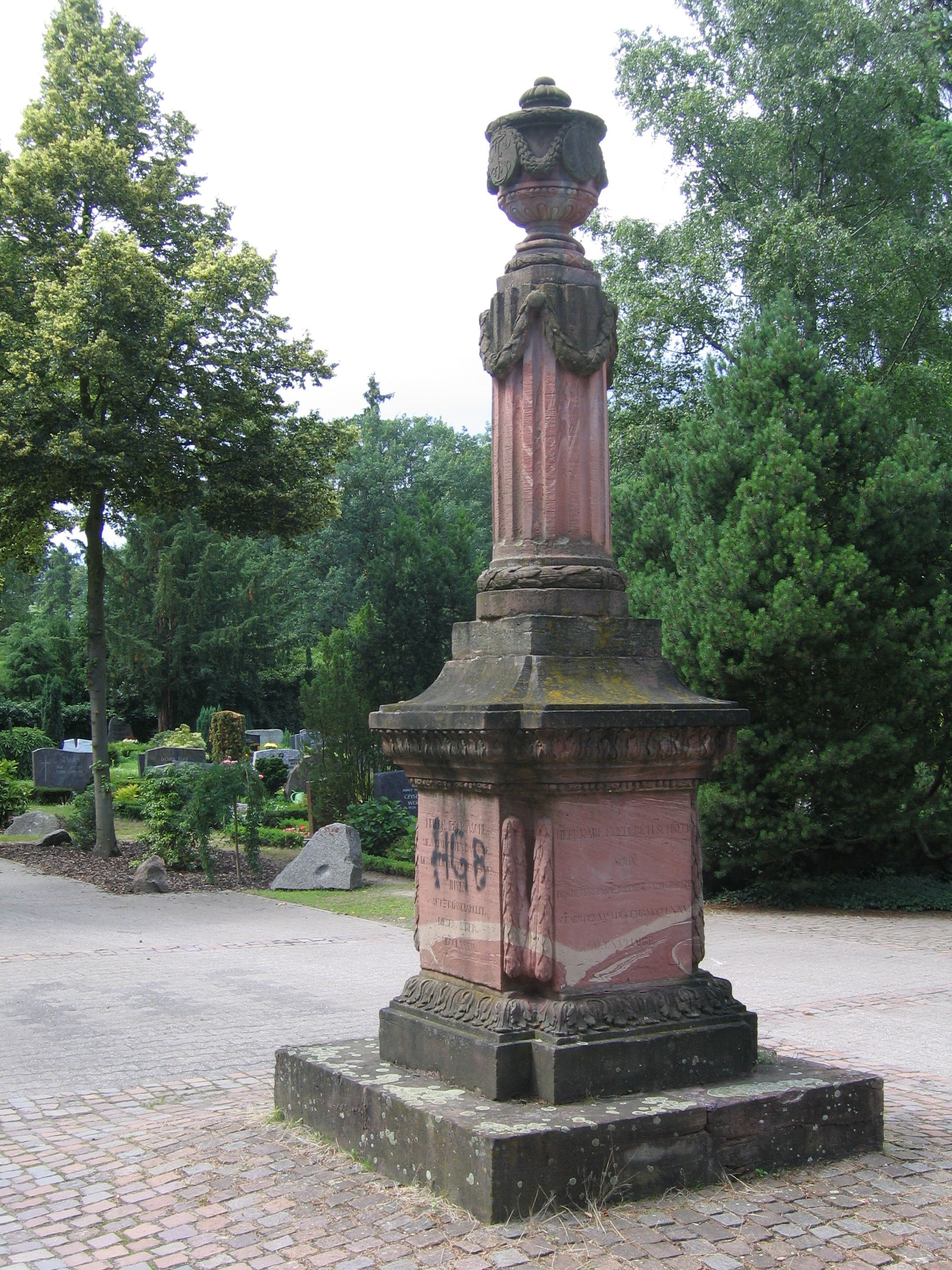
Vom ehemaligen Deutschen Friedhof transloziertes Grabdenkmal aus dem 18. Jh. des Karl Friedrich Schnepp, das die Schnittstelle zur letzten Erweiterung des Hauptfriedhofs kennzeichnet

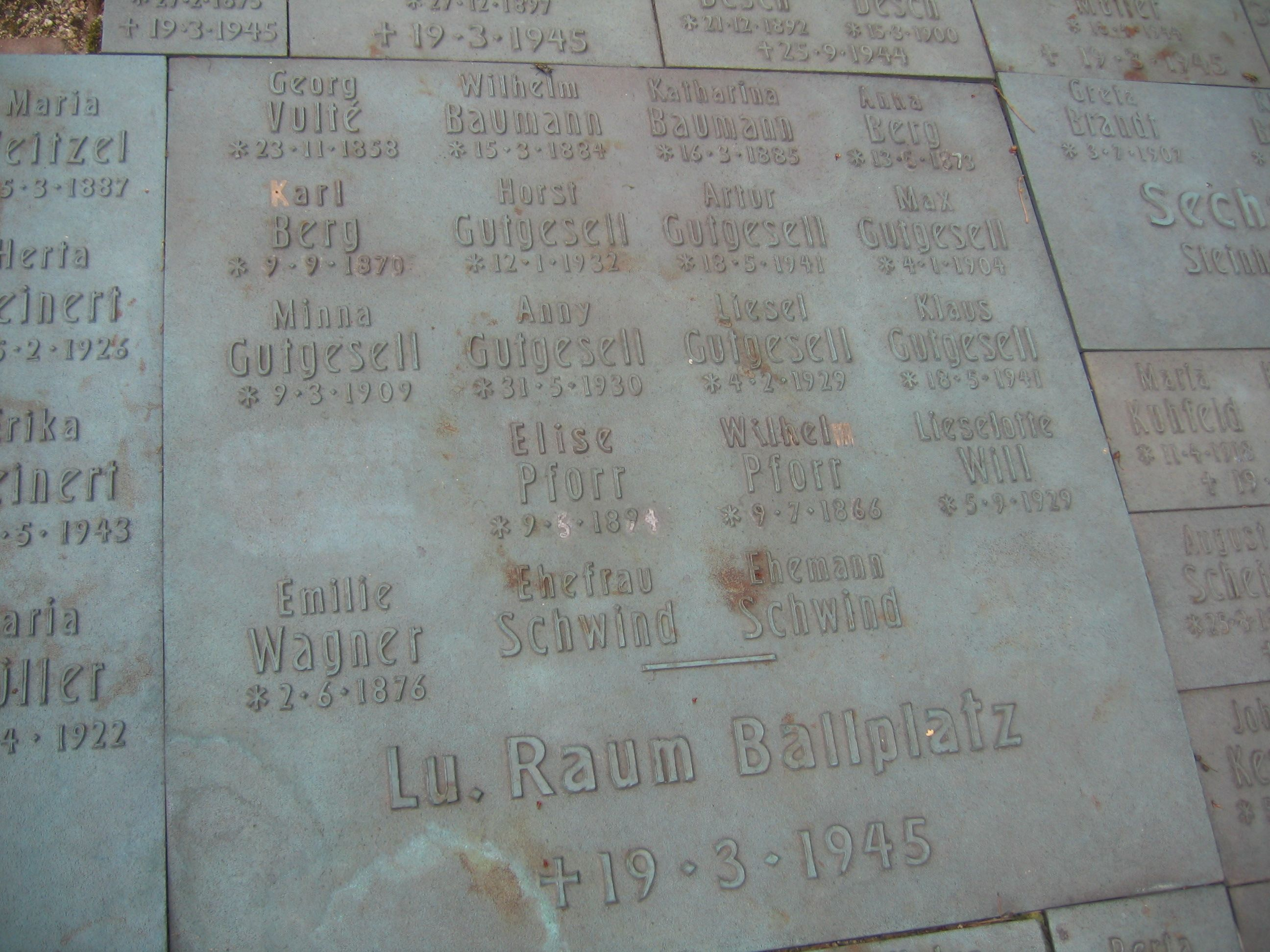
Gedenkplatte für die Opfer aus einem Luftschutzraum des Luftangriffs vom 19. März 1945

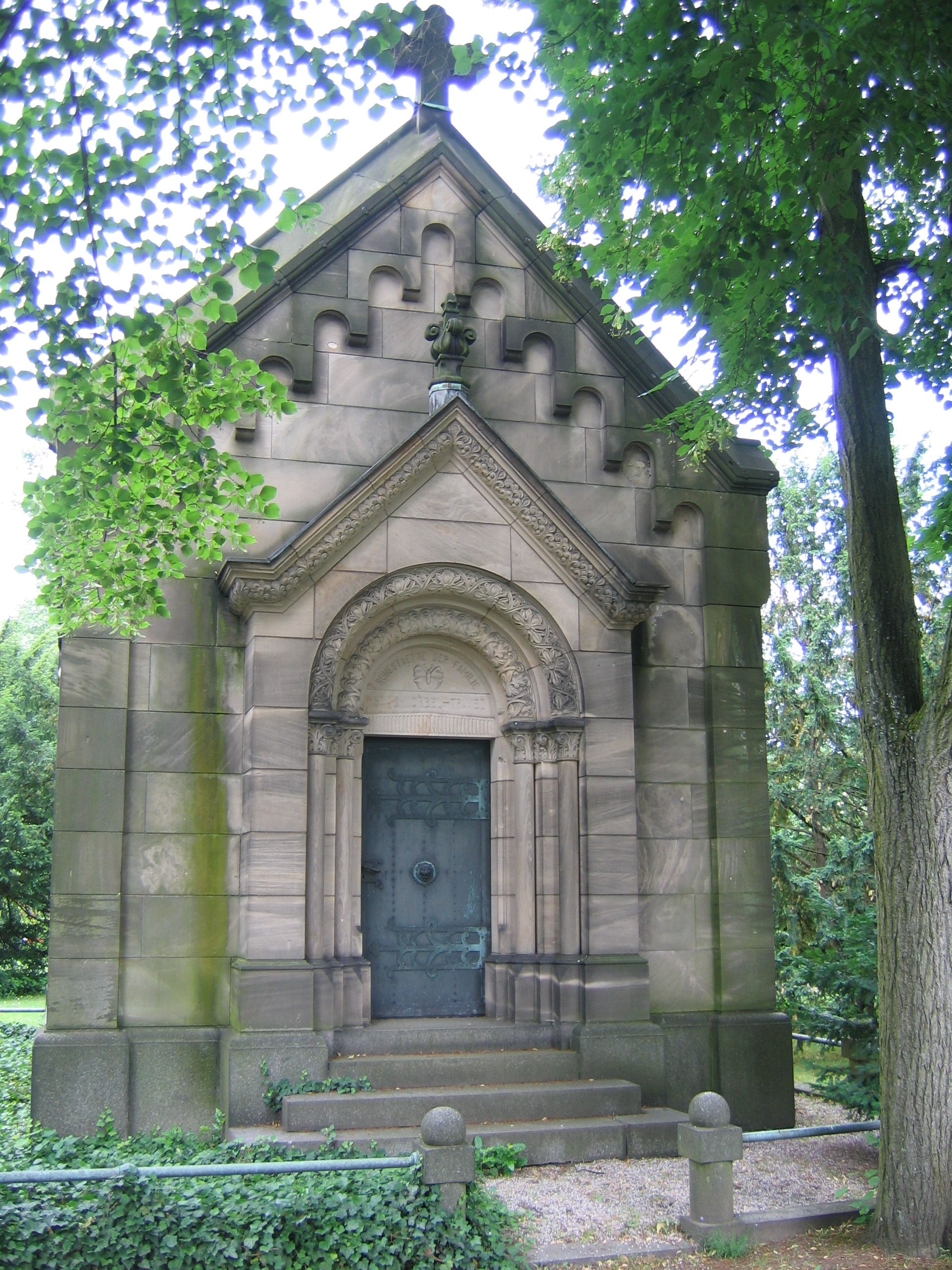
Großbürgerliches Mausoleum der Familien Seitz, Körbel, Traxel

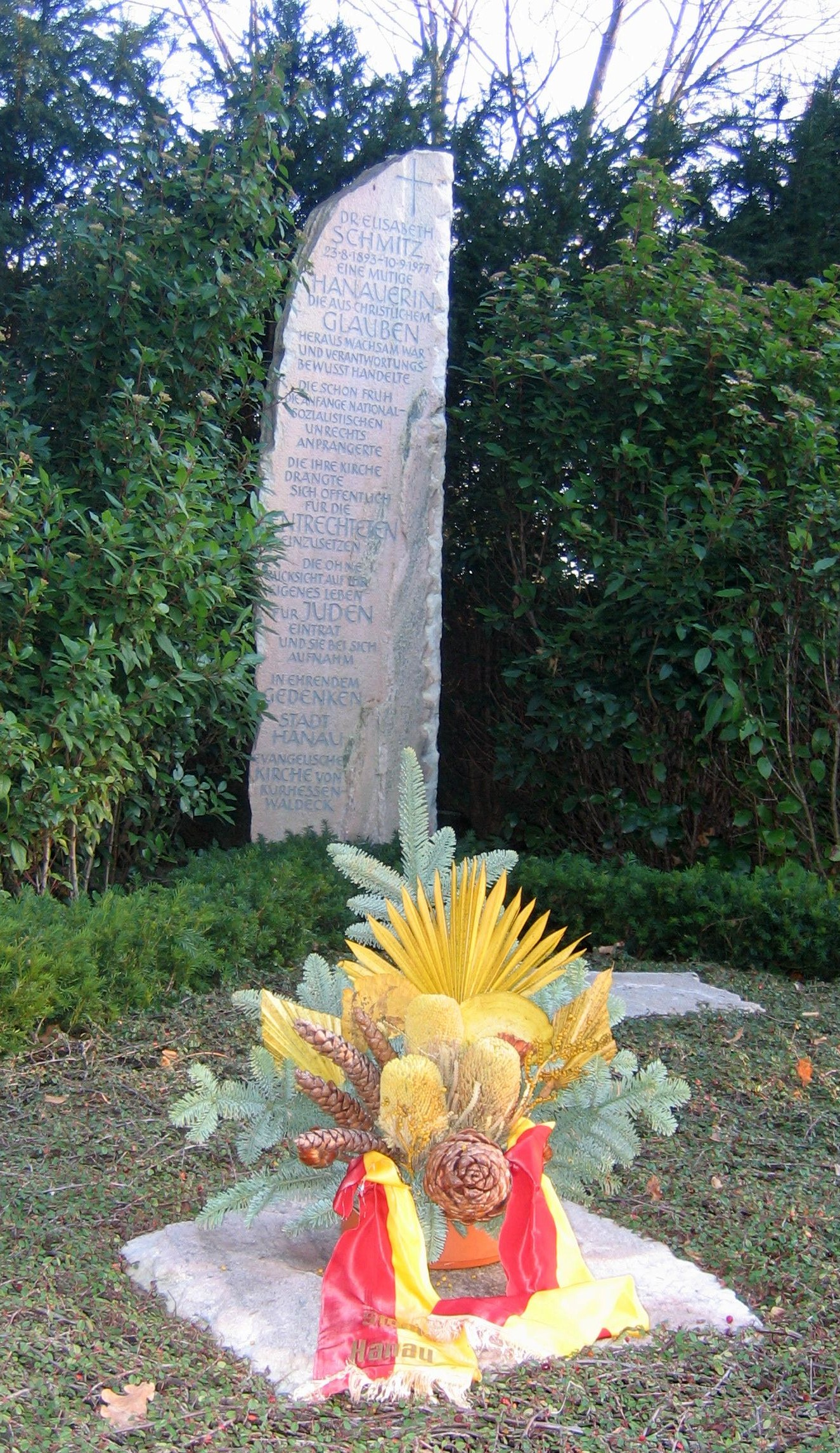
Gedenkstätte für Elisabeth Schmitz

Er wurde Mitte der 1840er Jahre – damals weit vor den Toren der Stadt – als christlicher Friedhof angelegt und ab 1846 belegt. Damit löste er den Deutschen Friedhof der auf dem Gelände, auf dem heute das Gerichtsgebäude in der Nussallee steht, lag und den Französischen Friedhof ab, der sich in der heutigen Martin-Luther-Anlage befand. Der Jüdische Friedhof dagegen blieb bestehen. Die Verlegung des Friedhofs war aus hygienischen Gründen erforderlich: Die alten Friedhöfe lagen sehr stadtnah und zudem im Überschwemmungsgebiet der Kinzig. Im Zweiten Weltkrieg wurde die historische Substanz des Hauptfriedhofs durch die Luftangriffe auf den unmittelbar südlich des Friedhofs gelegenen Hauptbahnhof schwer beschädigt.

## Anlage

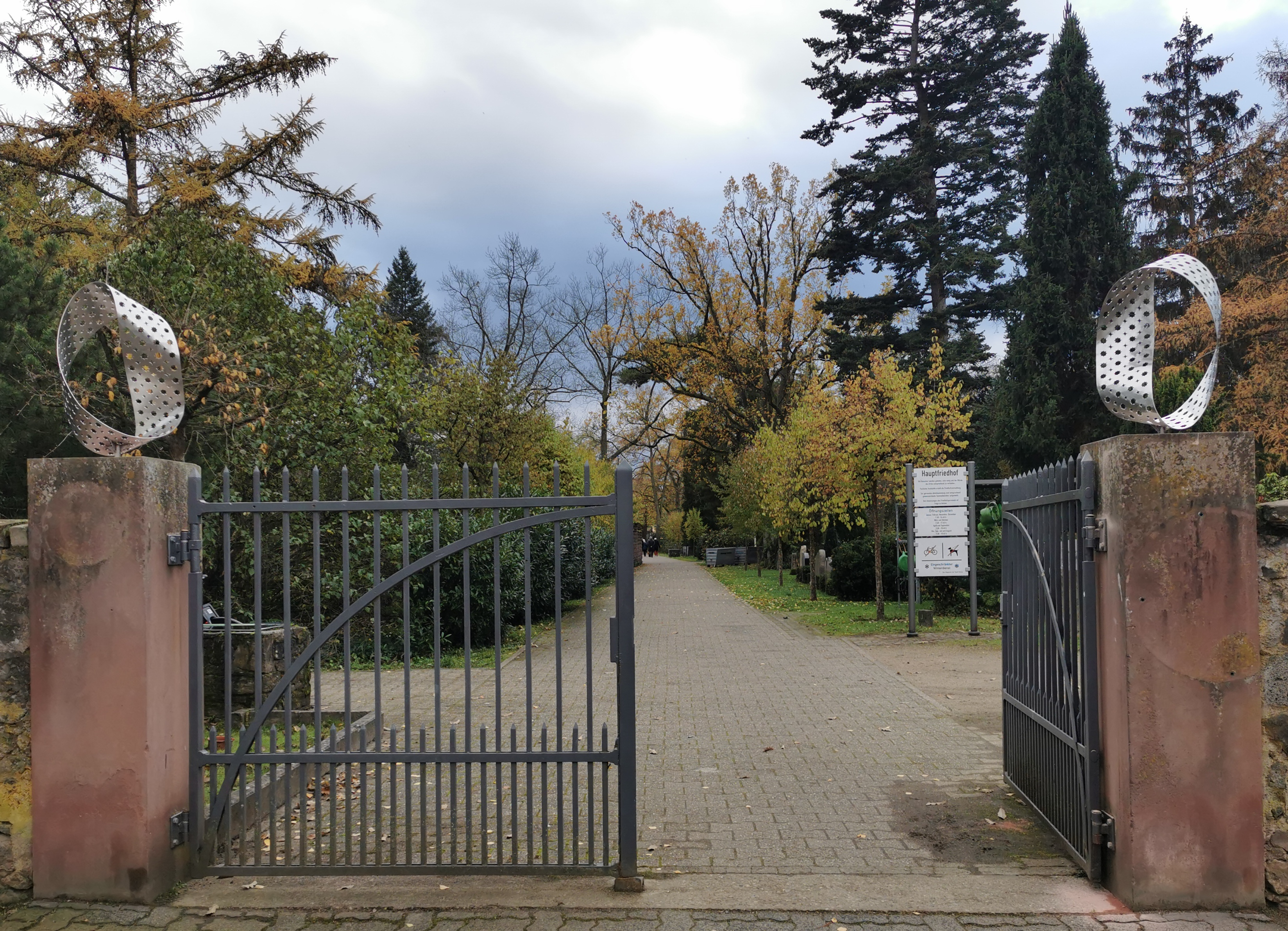
Möbiusbänder an den Seiteneingängen

Der Hauptfriedhof wurde in der Form eines „Tortenstücks“ zwischen der Birkenhainer Straße und der Dettinger Straße angelegt, die hier beide auf die Ehrensäule ausgerichtet sind. Diese bildet so auch Ziel der Sichtachse am Haupteingang des Friedhofs. Der Friedhof wurde zwei oder drei Mal in seinem hinteren Bereich, also nach Osten, erweitert. Die beiden letzten Erweiterungen ließen Teile der Abschlussmauern der vorhergehenden Phasen stehen, so dass diese im Gelände noch gut erkennbar sind.
Der Haupteingang wird vom Gebäude der Trauerhalle geprägt, die aus der Nachkriegszeit stammt, dort befindet sich auch das Krematorium, das nach einer längeren Stilllegung umfangreich saniert und 2003 neu eröffnet wurde. Seit dem 28. Januar 2003 werden wieder Einäscherungen durchgeführt.

## Besondere Anlagen
- Im vorderen, ältesten Bereich gibt es eine Reihe von Großgrabanlagen der führenden bürgerlichen Familien Hanaus aus dem 19. Jahrhundert.
- Aus dem deutschen Friedhof wurden einige Grabmäler hierher tranzloziert, als der Deutsche Friedhof Anfang des 20. Jahrhunderts weitgehend mit dem neuen Gerichtsgebäude überbaut wurde (z. B.: Johann Georg Adolf von Deines).
- Ehrenmal für die Gefallenen des Ersten Weltkriegs
- Ehrenmal für die Opfer der Bombenangriffe auf die Stadt Hanau. 12 der 15 Bronzetafeln, die das Kernstück der Anlage bildeten, wurden in der Nacht vom 13. auf den 14. August 2017 gestohlen.[1] Die Gedenktafeln wurden in neuer Form an alter Stelle wieder angebracht und die neue Anlage am 19. März 2018 der Öffentlichkeit übergeben.[2]
- Ehrenmal für die Gefallenen des Zweiten Weltkriegs
- Gräberfeld der Zwangsarbeiter
- Gedenkanlage für verstorbene, frühgeborene Kinder
- Islamisches Gräberfeld

Der Friedhof enthält darüber hinaus Gräber, Ehrengräber (z. B.: Oberbürgermeister Herbert Dröse) und Gedenkstätten (z. B.: Elisabeth Schmitz) für eine Reihe bekannter Hanauer Bürger.

## Bedeutung
Der Hanauer Hauptfriedhof ist als Sachgesamtheit ein Kulturdenkmal nach dem Hessischen Denkmalschutzgesetz.

## Bilder

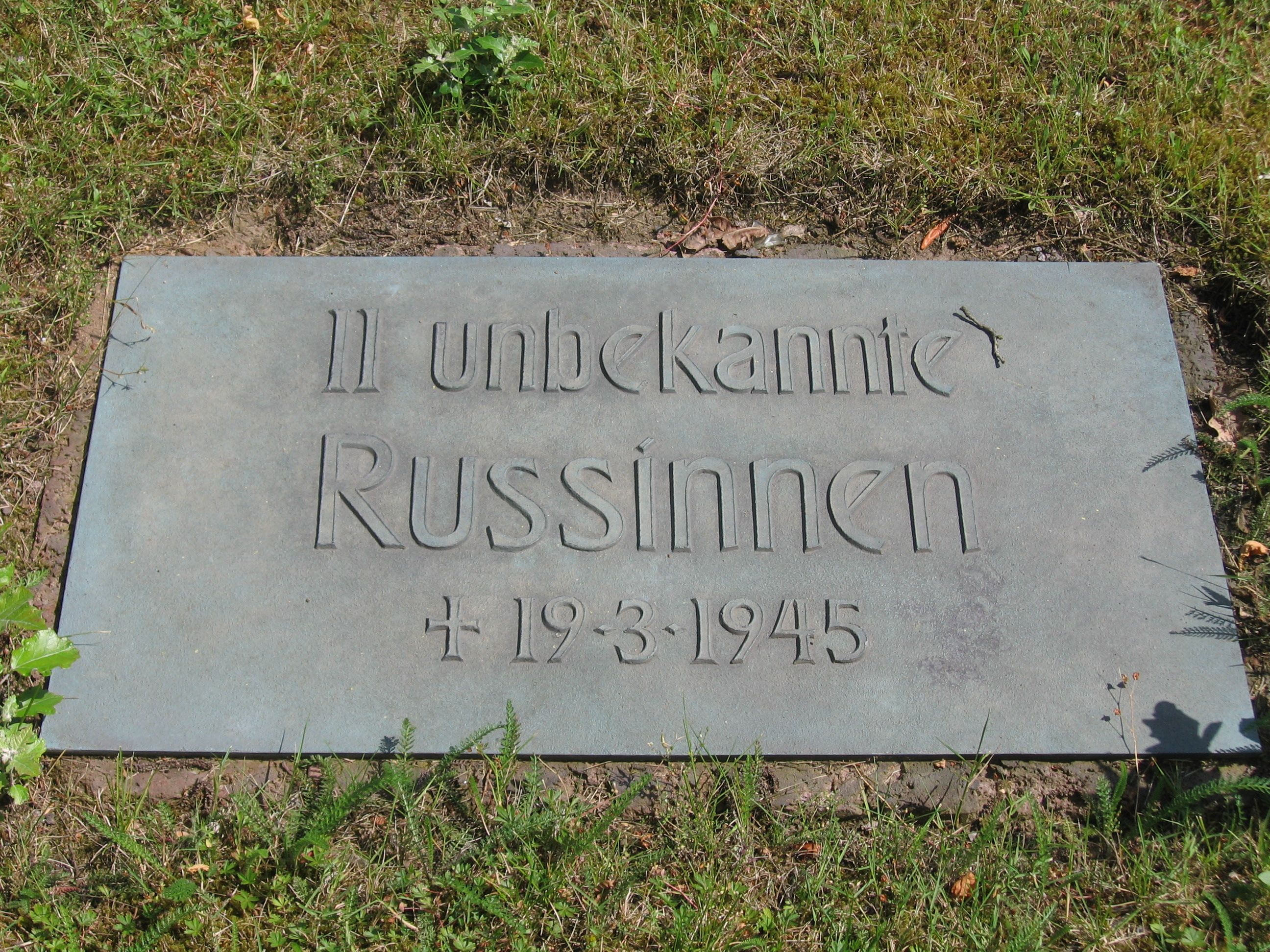
Gedenkplatte für Zwangsarbeiterinnen, die beim Luftangriff vom 19. März 1945 ums Leben kamen
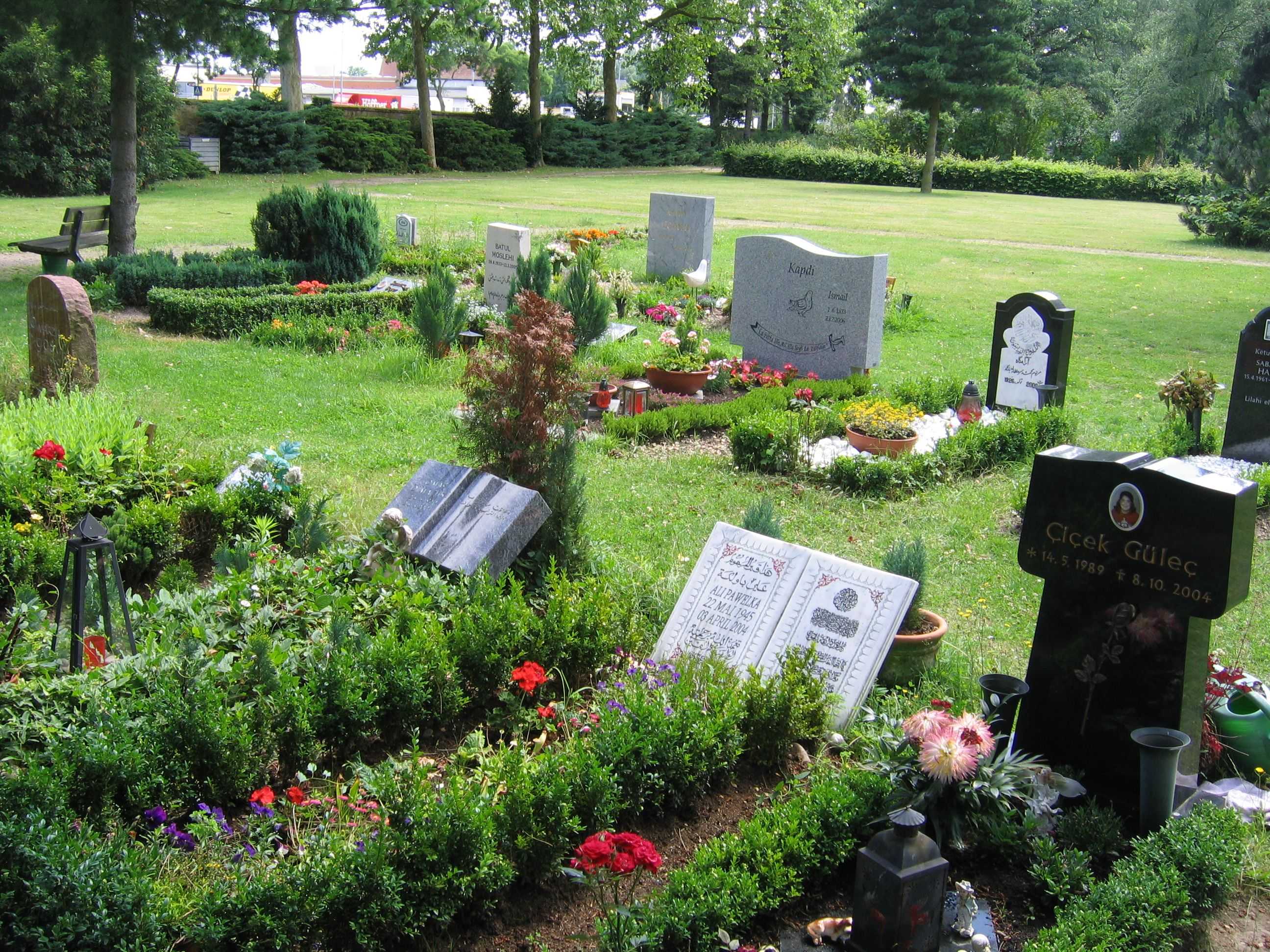
Islamisches Gräberfeld
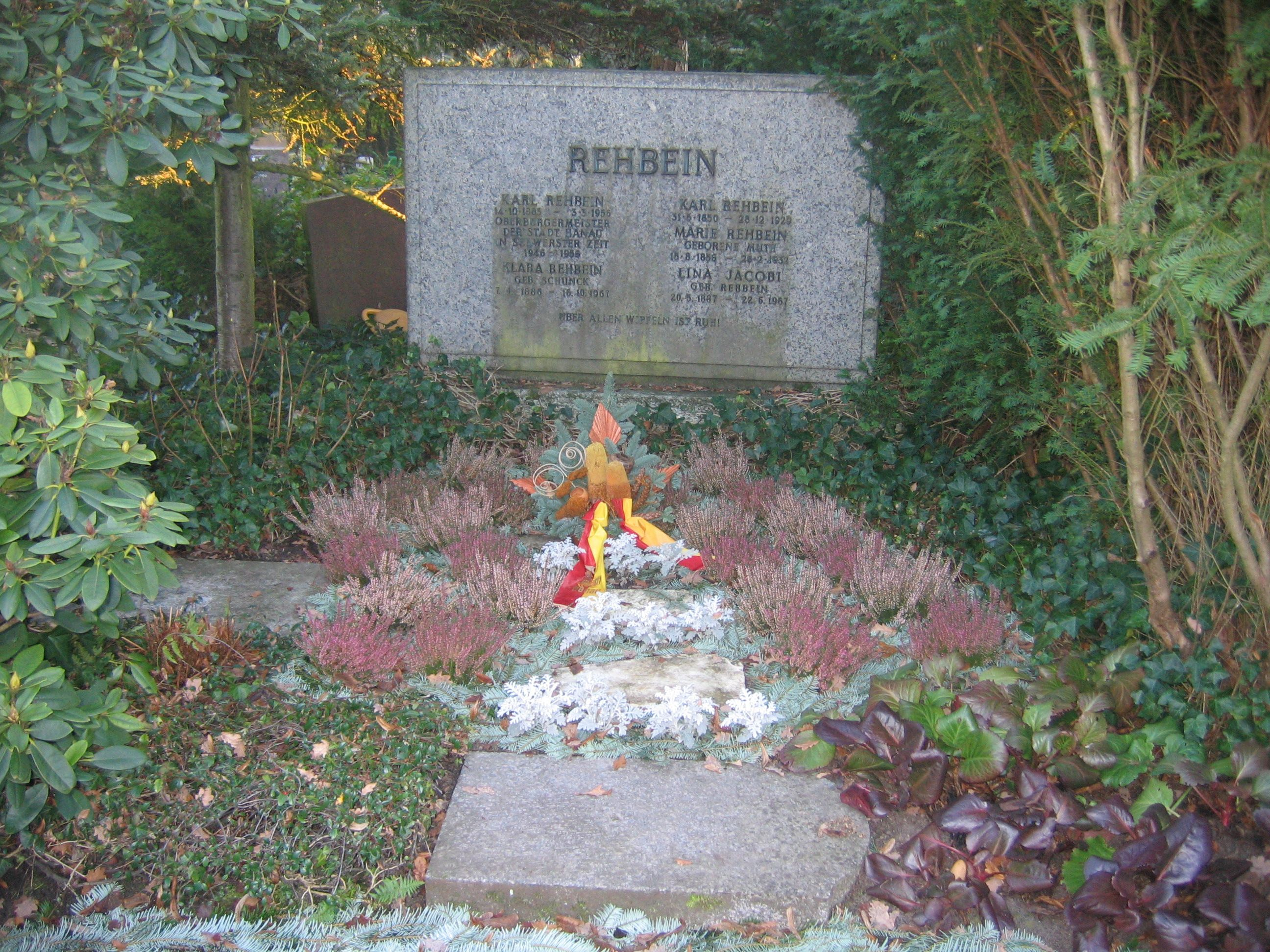
Ehrengrab für Oberbürgermeister Karl Rehbein